# Publi Valeri Potit Publícola
Publi Valeri Potit Publicola (en llatí Publius Valerius L. F. L. N. Potitus Publicola) va ser un magistrat romà. Formava part de la gens Valèria i era de la família dels Valeri Potit.
Era fill de Lucius Valerius L.F.P.N. Potitus i va ser tribú amb potestat consular sis vegades: 386 aC, 384 aC, 380 aC, 377 aC, 370 aC i 367 aC.